# Coppa asiatica maschile di pallavolo 2022
La Coppa asiatica maschile di pallavolo 2022 si è svolta dal 7 al 14 agosto 2022 a Bangkok e Nakhon Pathom, in Thailandia: al torneo hanno partecipato undici squadre nazionali asiatiche e oceaniane e la vittoria finale è andata per la seconda volta alla Cina.

## Impianti
|                                                                           |                                                                                 |  |
|                                                                           |                                                                                 |  |
| Rattanakosin Sports Complex Città: Bangkok Capienza: - Anno d'apertura: - | Nakhon Pathom Gymnasium Città: Nakhon Pathom Capienza: 4 000 Anno d'apertura: - |  |

## Regolamento

### Formula
La formula ha previsto: 
- Prima fase, disputata con girone all'italiana: le prime due classificate del girone A e C hanno acceduto al girone E e le prime due classificate del girone B e D hanno acceduto al girone F, mentre l'ultima classificata del girone A, C e D hanno acceduto al girone G.
- Seconda fase, disputata con girone all'italiana, conservando il risultato dello scontro diretto: le prime due classificate del girone E e F hanno acceduto alla fase finale per il primo posto e le ultime due classificate del girone E e F hanno acceduto alla fase finale per il quinto posto, mentre le partecipanti al girone G hanno definito la classifica finale dal nono all'undicesimo posto.
- Fase finale, disputata con:
  - Fase finale per il primo posto, giocata con semifinali, finale per il terzo posto e finale.
  - Fase finale per il quinto posto, giocata con semifinali, finale per il settimo posto e finale per il quinto posto.

### Criteri di classifica
Se il risultato finale è stato di 3-0 o 3-1 sono stati assegnati 3 punti alla squadra vincente e 0 a quella sconfitta, se il risultato finale è stato di 3-2 sono stati assegnati 2 punti alla squadra vincente e 1 a quella sconfitta.
L'ordine del posizionamento in classifica è stato definito in base a:
- Numero di partite vinte;
- Punti;
- Ratio dei set vinti/persi;
- Ratio dei punti realizzati/subiti;
- Risultati degli scontri diretti.

## Squadre partecipanti
| Squadra       | Qualificazione                             | Ultima partecipazione |
| ------------- | ------------------------------------------ | --------------------- |
| Australia     | 6ª al campionato asiatico e oceaniano 2021 | Taiwan 2018           |
| Bahrein       | Wild card                                  | Debutto               |
| Cina          | Wild card                                  | Thailandia 2016       |
| Corea del Sud | 8ª al campionato asiatico e oceaniano 2021 | Taiwan 2018           |
| Giappone      | 2ª al campionato asiatico e oceaniano 2021 | Taiwan 2018           |
| Hong Kong     | Wild card                                  | Debutto               |
| India         | Wild card                                  | Kazakistan 2014       |
| Iran          | 1ª al campionato asiatico e oceaniano 2021 | Taiwan 2018           |
| Kazakistan    | Wild card                                  | Taiwan 2018           |
| Pakistan      | 7ª al campionato asiatico e oceaniano 2021 | Debutto               |
| Qatar         | 5ª al campionato asiatico e oceaniano 2021 | Taiwan 2018           |
| Taipei cinese | 4ª al campionato asiatico e oceaniano 2021 | Thailandia 2016       |
| Thailandia    | Paese organizzatore                        | Taiwan 2018           |

## Torneo

### Prima fase
I gironi sono stati sorteggiati il 17 marzo 2022.
| Girone A      | Girone B | Girone C  | Girone D      |
| ------------- | -------- | --------- | ------------- |
| Corea del Sud | Iran     | Australia | Bahrein       |
| Hong Kong     | Pakistan | Giappone  | Cina          |
| Thailandia    | -        | India     | Taipei cinese |

#### Girone A

##### Risultati
| 7 agosto 2022 Nakhon Pathom Gymnasium, N. Pathom Durata: 1h:47 - Spettatori: 1 200 | Hong Kong     | 0 - 3 | Thailandia    | 22-25, 28-30, 23-25               |
| 8 agosto 2022 Nakhon Pathom Gymnasium, N. Pathom Durata: 1h:15 - Spettatori: 240   | Corea del Sud | 3 - 0 | Hong Kong     | 25-11, 25-13, 25-16               |
| 9 agosto 2022 Nakhon Pathom Gymnasium, N. Pathom Durata: 2h:27 - Spettatori: 1 530 | Thailandia    | 3 - 2 | Corea del Sud | 17-25, 23-25, 25-19, 25-23, 15-12 |

##### Classifica
| Pos. | Squadra       | Pt | G | V | P | SV | SP | Ratio | PF  | PS  | Ratio |
| ---- | ------------- | -- | - | - | - | -- | -- | ----- | --- | --- | ----- |
| 1.   | Thailandia    | 5  | 2 | 2 | 0 | 6  | 2  | 3,000 | 185 | 177 | 1,045 |
| 2.   | Corea del Sud | 4  | 2 | 1 | 1 | 5  | 3  | 1,667 | 179 | 145 | 1,234 |
| 3.   | Hong Kong     | 0  | 2 | 0 | 2 | 0  | 6  | 0,000 | 113 | 155 | 0,729 |

      Qualificata al girone E.
      Qualificata al girone G.

#### Girone B

##### Risultati
| 8 agosto 2022 Nakhon Pathom Gymnasium, N. Pathom Durata: 2h:00 - Spettatori: 180 | Pakistan | 1 - 3 | Iran | 25-21, 16-25, 18-25, 21-25 |

##### Classifica
| Pos. | Squadra  | Pt | G | V | P | SV | SP | Ratio | PF | PS | Ratio |
| ---- | -------- | -- | - | - | - | -- | -- | ----- | -- | -- | ----- |
| 1.   | Iran     | 3  | 1 | 1 | 0 | 3  | 1  | 3,000 | 96 | 80 | 1,200 |
| 2.   | Pakistan | 0  | 1 | 0 | 1 | 1  | 3  | 0,333 | 80 | 96 | 0,833 |

      Qualificata al girone F.

#### Girone C

##### Risultati
| 7 agosto 2022 Nakhon Pathom Gymnasium, N. Pathom Durata: 1h:10 - Spettatori: 800 | India     | 0 - 3 | Giappone  | 15-25, 15-25, 15-25 |
| 8 agosto 2022 Nakhon Pathom Gymnasium, N. Pathom Durata: 1h:21 - Spettatori: 100 | Australia | 3 - 0 | India     | 25-17, 25-20, 25-12 |
| 9 agosto 2022 Nakhon Pathom Gymnasium, N. Pathom Durata: 1h:21 - Spettatori: 835 | Giappone  | 3 - 0 | Australia | 27-25, 25-15, 25-14 |

##### Classifica
| Pos. | Squadra   | Pt | G | V | P | SV | SP | Ratio | PF  | PS  | Ratio |
| ---- | --------- | -- | - | - | - | -- | -- | ----- | --- | --- | ----- |
| 1.   | Giappone  | 6  | 2 | 2 | 0 | 6  | 0  | MAX   | 152 | 99  | 1,535 |
| 2.   | Australia | 3  | 2 | 1 | 1 | 3  | 3  | 1,000 | 129 | 126 | 1,023 |
| 3.   | India     | 0  | 2 | 0 | 2 | 0  | 6  | 0,000 | 94  | 150 | 0,626 |

      Qualificata al girone E.
      Qualificata al girone G.

#### Girone D

##### Risultati
| 7 agosto 2022 Nakhon Pathom Gymnasium, N. Pathom Durata: 1h:29 - Spettatori: 300 | Taipei cinese | 0 - 3 | Bahrein       | 18-25, 21-25, 16-25        |
| 8 agosto 2022 Nakhon Pathom Gymnasium, N. Pathom Durata: 1h:59 - Spettatori: 400 | Cina          | 3 - 1 | Taipei cinese | 25-19, 25-23, 21-25, 25-19 |
| 9 agosto 2022 Nakhon Pathom Gymnasium, N. Pathom Durata: 2h:09 - Spettatori: 400 | Bahrein       | 1 - 3 | Cina          | 29-27, 19-25, 19-25, 22-25 |

##### Classifica
| Pos. | Squadra       | Pt | G | V | P | SV | SP | Ratio | PF  | PS  | Ratio |
| ---- | ------------- | -- | - | - | - | -- | -- | ----- | --- | --- | ----- |
| 1.   | Cina          | 6  | 2 | 2 | 0 | 6  | 2  | 3,000 | 198 | 175 | 1,131 |
| 2.   | Bahrein       | 3  | 2 | 1 | 1 | 4  | 3  | 1,333 | 164 | 157 | 1,044 |
| 3.   | Taipei cinese | 0  | 2 | 0 | 2 | 1  | 6  | 0,167 | 141 | 171 | 0,824 |

      Qualificata al girone F.
      Qualificata al girone G.

### Seconda fase
| Girone E      | Girone F | Girone G      |
| ------------- | -------- | ------------- |
| Australia     | Bahrein  | India         |
| Corea del Sud | Cina     | Hong Kong     |
| Giappone      | Iran     | Taipei cinese |
| Thailandia    | Pakistan | -             |

#### Girone E

##### Risultati
| 11 agosto 2022 Nakhon Pathom Gymnasium, N. Pathom Durata: 2h:31 - Spettatori: 1 625 | Thailandia    | 1 - 3 | Australia     | 25-23, 23-25, 19-25, 25-27        |
| 11 agosto 2022 Nakhon Pathom Gymnasium, N. Pathom Durata: 2h:08 - Spettatori: 200   | Giappone      | 2 - 3 | Corea del Sud | 18-25, 25-27, 28-26, 25-21, 13-15 |
| 12 agosto 2022 Nakhon Pathom Gymnasium, N. Pathom Durata: 2h:38 - Spettatori: 1 725 | Thailandia    | 0 - 3 | Giappone      | 23-25, 24-26, 11-25               |
| 12 agosto 2022 Nakhon Pathom Gymnasium, N. Pathom Durata: 1h:32 - Spettatori: 1 850 | Corea del Sud | 3 - 2 | Australia     | 20-25, 22-25, 25-20, 25-21, 21-19 |

##### Classifica
| Pos. | Squadra       | Pt | G | V | P | SV | SP | Ratio | PF  | PS  | Ratio |
| ---- | ------------- | -- | - | - | - | -- | -- | ----- | --- | --- | ----- |
| 1.   | Giappone      | 7  | 2 | 2 | 1 | 8  | 3  | 2,667 | 262 | 226 | 1,159 |
| 2.   | Corea del Sud | 5  | 2 | 2 | 1 | 8  | 7  | 1,143 | 331 | 324 | 1,021 |
| 3.   | Australia     | 4  | 2 | 1 | 2 | 5  | 7  | 0,714 | 264 | 282 | 0,936 |
| 4.   | Thailandia    | 2  | 2 | 1 | 2 | 4  | 8  | 0,500 | 255 | 280 | 0,910 |

      Qualificata alle semifinali per il primo posto.
      Qualificata alle semifinali per il quinto posto.

#### Girone F

##### Risultati
| 11 agosto 2022 Nakhon Pathom Gymnasium, N. Pathom Durata: 2h:10 - Spettatori: 200   | Iran     | 1 - 3 | Bahrein  | 16-25, 19-25, 25-22, 18-25 |
| 11 agosto 2022 Nakhon Pathom Gymnasium, N. Pathom Durata: 1h:20 - Spettatori: 285   | Cina     | 3 - 0 | Pakistan | 25-22, 25-17, 25-18        |
| 12 agosto 2022 Nakhon Pathom Gymnasium, N. Pathom Durata: 1h:28 - Spettatori: 200   | Pakistan | 0 - 3 | Bahrein  | 18-25, 25-27, 20-25        |
| 12 agosto 2022 Nakhon Pathom Gymnasium, N. Pathom Durata: 1h:55 - Spettatori: 1 200 | Iran     | 1 - 3 | Cina     | 22-25, 25-21, 16-25        |

##### Classifica
| Pos. | Squadra  | Pt | G | V | P | SV | SP | Ratio | PF  | PS  | Ratio |
| ---- | -------- | -- | - | - | - | -- | -- | ----- | --- | --- | ----- |
| 1.   | Cina     | 9  | 1 | 3 | 0 | 9  | 2  | 4,500 | 273 | 228 | 1,197 |
| 2.   | Bahrein  | 6  | 1 | 2 | 1 | 7  | 4  | 1,750 | 263 | 243 | 1,082 |
| 3.   | India    | 3  | 2 | 1 | 2 | 5  | 7  | 0,714 | 256 | 273 | 0,937 |
| 4.   | Pakistan | 0  | 2 | 0 | 3 | 1  | 9  | 0,111 | 200 | 248 | 0,806 |

      Qualificata alle semifinali per il primo posto.
      Qualificata alle semifinali per il quinto posto.

#### Girone G

##### Risultati
| 11 agosto 2022 Rattanakosin Sports Complex, Bangkok Durata: 2h:21 - Spettatori: 200 | Hong Kong | 1 - 3 | India         | 23-25, 21-25, 31-29, 25-27 |
| 12 agosto 2022 Rattanakosin Sports Complex, Bangkok Durata: 1h:18 - Spettatori: 100 | India     | 0 - 3 | Taipei cinese | 22-25, 18-25, 14-25        |
| 13 agosto 2022 Rattanakosin Sports Complex, Bangkok Durata: 1h:22 - Spettatori: 100 | Hong Kong | 0 - 3 | Taipei cinese | 17-25, 21-25, 16-25        |

##### Classifica
| Pos. | Squadra       | Pt | G | V | P | SV | SP | Ratio | PF  | PS  | Ratio |
| ---- | ------------- | -- | - | - | - | -- | -- | ----- | --- | --- | ----- |
| 1.   | Taipei cinese | 6  | 2 | 2 | 0 | 6  | 0  | MAX   | 150 | 108 | 1,388 |
| 2.   | India         | 3  | 2 | 1 | 1 | 3  | 4  | 0,750 | 160 | 175 | 0,914 |
| 3.   | Hong Kong     | 0  | 2 | 0 | 2 | 1  | 6  | 0,333 | 154 | 181 | 0,850 |

### Fase finale

#### Finali 1º e 3º posto
|  | Semifinali | Semifinali    | Semifinali |                 |    | Finale   | Finale        | Finale |
|  |            |               |            |                 |    |          |               |        |
|  | 1E         | Giappone      | 3          |                 |    |          |               |        |
|  | 1E         | Giappone      | 3          |                 |    |          |               |        |
|  | 2F         | Bahrein       | 0          |                 |    |          |               |        |
|  | 2F         | Bahrein       | 0          |                 | 1E | Giappone | 0             |        |
|  |            |               |            |                 | 1E | Giappone | 0             |        |
|  |            |               |            |                 |    | 1F       | Cina          | 3      |
|  | 2E         | Corea del Sud | 2          |                 |    | 1F       | Cina          | 3      |
|  | 2E         | Corea del Sud | 2          |                 |    |          |               |        |
|  | 1F         | Cina          | 3          |                 |    |          |               |        |
|  | 1F         | Cina          | 3          | Finale 3° posto |    |          |               |        |
|  |            |               |            |                 |    |          |               |        |
|  |            |               |            |                 |    | 2F       | Bahrein       | 3      |
|  |            |               |            |                 |    | 2F       | Bahrein       | 3      |
|  |            |               |            |                 |    | 2E       | Corea del Sud | 0      |

##### Semifinali
| 13 agosto 2022 Nakhon Pathom Gymnasium, N. Pathom Durata: 1h:28 - Spettatori: 2 000 | Giappone      | 3 - 0 | Bahrein | 27-25, 25-15, 25-20               |
| 13 agosto 2022 Nakhon Pathom Gymnasium, N. Pathom Durata: 2h:46 - Spettatori: 955   | Corea del Sud | 2 - 3 | Cina    | 25-20, 17-25, 34-32, 27-29, 15-17 |

##### Finale 3º posto
| 14 agosto 2022 Nakhon Pathom Gymnasium, N. Pathom Durata: 1h:49 - Spettatori: 3 500 | Bahrein | 3 - 0 | Corea del Sud | 25-23, 27-25, 32-30 |

##### Finale
| 14 agosto 2022 Nakhon Pathom Gymnasium, N. Pathom Durata: 1h:28 - Spettatori: 2 950 | Giappone | 0 - 3 | Cina | 20-25, 23-25, 22-25 |

#### Finali 5º e 7º posto
|  | Semifinali | Semifinali | Semifinali |                 |    | Finale 5º posto | Finale 5º posto | Finale 5º posto |
|  |            |            |            |                 |    |                 |                 |                 |
|  | 3E         | Australia  | 2          |                 |    |                 |                 |                 |
|  | 3E         | Australia  | 2          |                 |    |                 |                 |                 |
|  | 4F         | Pakistan   | 3          |                 |    |                 |                 |                 |
|  | 4F         | Pakistan   | 3          |                 | 4F | Pakistan        | 0               |                 |
|  |            |            |            |                 | 4F | Pakistan        | 0               |                 |
|  |            |            |            |                 |    | 3F              | Iran            | 3               |
|  | 4E         | Thailandia | 1          |                 |    | 3F              | Iran            | 3               |
|  | 4E         | Thailandia | 1          |                 |    |                 |                 |                 |
|  | 3F         | Iran       | 3          |                 |    |                 |                 |                 |
|  | 3F         | Iran       | 3          | Finale 7º posto |    |                 |                 |                 |
|  |            |            |            |                 |    |                 |                 |                 |
|  |            |            |            |                 |    | 3E              | Australia       | 1               |
|  |            |            |            |                 |    | 3E              | Australia       | 1               |
|  |            |            |            |                 |    | 4E              | Thailandia      | 3               |

##### Semifinali
| 13 agosto 2022 Nakhon Pathom Gymnasium, N. Pathom Durata: 2h:08 - Spettatori: 485 | Thailandia | 1 - 3 | Iran     | 14-25, 23-25, 25-20, 22-25       |
| 13 agosto 2022 Nakhon Pathom Gymnasium, N. Pathom Durata: 2h:13 - Spettatori: 500 | Australia  | 2 - 3 | Pakistan | 25-21, 16-25, 25-17, 23-25, 6-15 |

##### Finale 7º posto
| 14 agosto 2022 Nakhon Pathom Gymnasium, N. Pathom Durata: 1h:57 - Spettatori: 659 | Australia | 1 - 3 | Thailandia | 19-25, 18-25, 25-21, 24-26 |

##### Finale 5º posto
| 14 agosto 2022 Nakhon Pathom Gymnasium, N. Pathom Durata: 1h:29 - Spettatori: 800 | Pakistan | 0 - 3 | Iran | 18-25, 16-25, 24-26 |

## Classifica finale
| Pos | Squadra       | Rosa |
| --- | ------------- | --- |
|     | Cina          | Formazione: 1 Dai, 3 Qu, 4 Yang, 5 Zhang B.l., 6 Yu Y.t., 7 Yu Y.c., 9 Li, 10 Liu, 11 Jiang, 12 Zhang Z.j., 15 Peng, 19 Zhang G.h., 22 Zhang J.y., 27 Wang, CT: Wu                      |
|     | Giappone      | Formazione: 3 Fukatsu, 4 Ōtake, 11 Tomita, 18 Nakamoto, 21 Eiro, 22 Higuchi, 24 Takahashi, 29 Fujinaka, 30 Ebadedan-Dan, 37 Fujinaka, 38 Ono, 39 Ozawa, 40 Namba, 41 Yamada, CT: Shimbo |
|     | Bahrein       | Formazione: 1 Yusuf, 2 Anan, 3 Aldawiri, 5 Hasan, 6 Khamis, 7 Alafyah, 8 Ahmed, 9 Yaqoob, 10 Sultan, 12 Aueshi, 13 Al Khabbaz, 15 Anan, 17 Yaqoob, 18 Haroon, CT: Ramires               |
| 4.  | Corea del Sud | |
| 5.  | Iran          | |
| 6.  | Pakistan      | |
| 7.  | Thailandia    | |
| 8.  | Australia     | |
| 9.  | Taipei cinese | |
| 10. | India         | |
| 11. | Hong Kong     | |

## Premi individuali
| Premio                | Nome            | Squadra  |
| --------------------- | --------------- | -------- |
| MVP                   | Zhang Jingyin   | Cina     |
| Miglior palleggiatore | Akihiro Fukatsu | Giappone |
| Miglior opposto       | Issei Ōtake     | Giappone |
| Miglior schiacciatore | Zhang Jingyin   | Cina     |
| Miglior schiacciatore | Mohamed Yaqoob  | Bahrein  |
| Miglior centrale      | Zhang Zhejia    | Cina     |
| Miglior centrale      | Peng Shikun     | Cina     |
| Miglior libero        | Husain Sultan   | Bahrein  |